# Sopwith Pup
Sopwith Pup là một loại máy bay tiêm kích hai tầng cánh của Anh, do hãng Sopwith Aviation Company thiết kế chế tạo.

## Biến thể
Sopwith Admiralty Type 9901
Sopwith Pup (định danh chính thức Sopwith Scout)
Sopwith Dove
Alcock Scout

## Quốc gia sử dụng
Úc
- Quân đoàn Không quân Australia
- Không quân Hoàng gia Australia

 Bỉ
- Không quân Bỉ

 Greece
- Hải quân Hy Lạp

 Nhật Bản
- Lục quân Đế quốc Nhật Bản
- Hải quân Đế quốc Nhật Bản

 Hà Lan
 România
 Russian Empire
- Không quân Đế quốc Nga

 Liên Xô
- Không quân Liên Xô

 Anh Quốc
- Quân đoàn Không quân Hoàng gia / Không quân Hoàng gia
- Cục Không quân Hải quân Hoàng gia

 United States
- Hải quân Hoa Kỳ

## Tính năng kỹ chiến thuật (80 hp Le Rhône)
Dữ liệu lấy từ British Naval Aircraft since 1912 
Đặc điểm tổng quát
- Kíp lái: 1
- Chiều dài: 19 ft 3¾ in (5,89 m)
- Sải cánh: 26 ft 6 in (8,08 m)
- Chiều cao: 9 ft 5 in (2,87 m)
- Diện tích cánh: 254 ft² (23,6 m²)
- Trọng lượng rỗng: 787 lb (358 kg)
- Trọng lượng có tải: 1.225 lb (557 kg)
- Động cơ: 1 × Le Rhône kiểu động cơ piston, làm mát bằng không khí, 80 hp (60 kW)

 Hiệu suất bay 
- Vận tốc cực đại: 97 knot (111½ mph, 180 km/h) trên mực nước biển
- Trần bay: 17.500 feet (5.600 m)
- Thời gian bay: 3 h

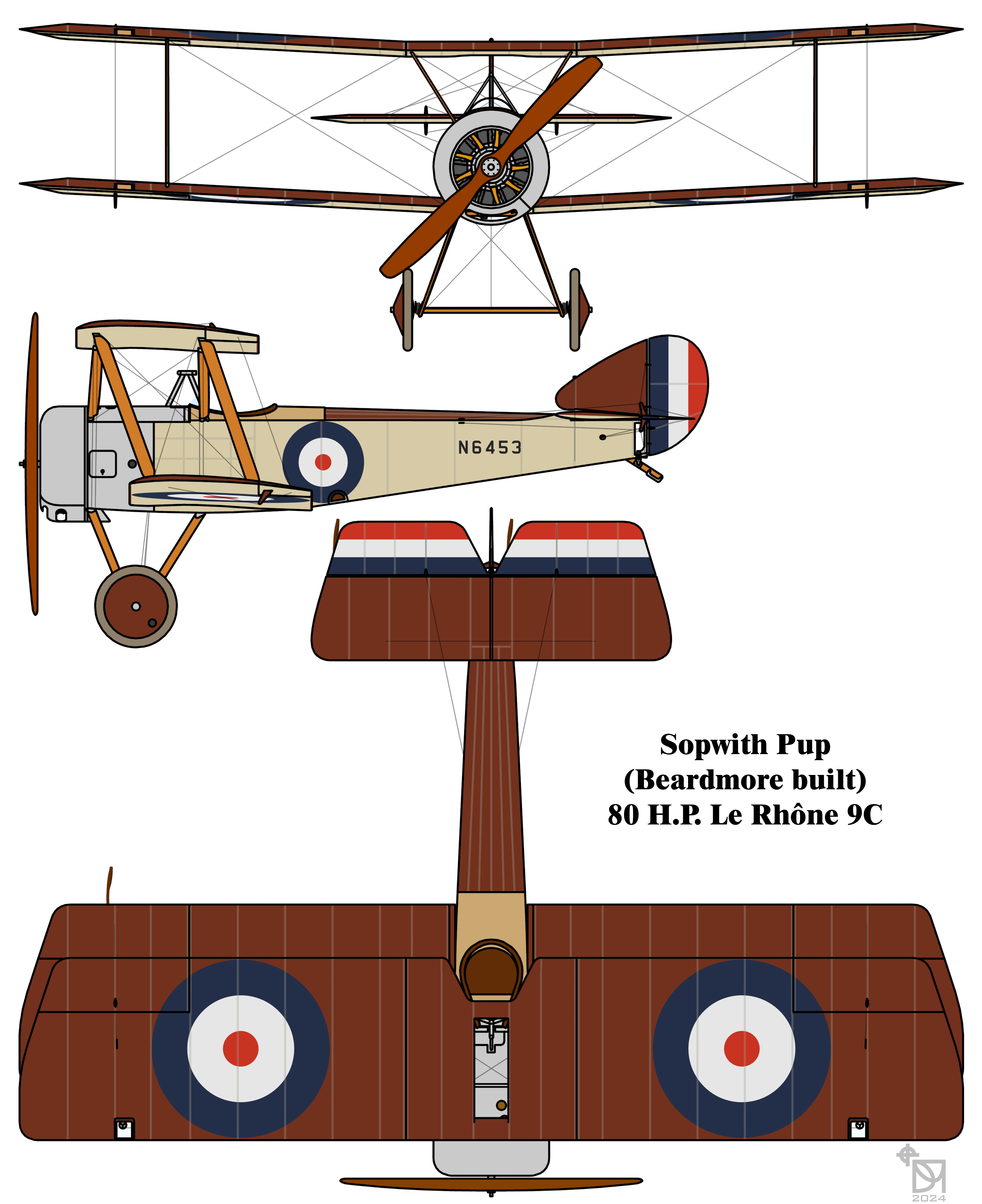
Sopwith Pup

- Lên độ cao 10.000 ft (3.050 m): 14 phút
- Lên độ cao 16.100 ft (4.910 m): 35 phút

Trang bị vũ khí

- Súng: 1 × Súng máy Vickers .303 in (7,7 mm)